# Limeum sulcatum
Limeum sulcatum är en tvåhjärtbladig växtart som först beskrevs av Johann Friedrich Klotzsch, och fick sitt nu gällande namn av John Hutchinson. Limeum sulcatum ingår i släktet Limeum och familjen Limeaceae.

## Underarter
Arten delas in i följande underarter:
- L. s. gracile
- L. s. robustum
- L. s. scabridum